# Глигорије Елезовић
Глигорије „Глиша” Елезовић (Вучитрн, 6/18. јануар 1879 — Београд, 17. октобар 1960) био је српски историчар.

## Биографија
Основну школу завршио је у родном месту а гимназију у Солуну и Цариграду. Студирао је српску историју и географију и српски и старословенски језик са дијалектологијом на Филозофком факултету Велике школе у Београду. Дипломирао је 1905. а професор је постао 1907. године. Био је суплент и у Пљеваљској гимназији, у српској гимназији у Солуну и Скопљу, српској богословији у Призрену и учитељској школи у Скопљу.
Био је у вези са револуционарном организацијом. У Пљеваљској гимназији радио је истовремено и познати филозоф и писац Васа Стајић ученик чувеног филозофа Александра Сандића. Међутим, прилике након Младотурске револуције омогућиле су јавни политички рад. Изабран је 1908. у централни одбор Српске демократске лиге, прве српске странке у Османском царству.
На свим овим положајима је био до 1926. године са прекидом током Првог светског рата. Године 1915. радио је као професор у гимназији у Ваљеву.
Још као студент на Великој школи био је активан члан омладинског покрета и један од оснивача клуба Словенски југ као и задруге Српска браћа (1905). Био је члан Српске демократске лиге и сарадник њеног гласила Вардар 1909. године. Заједно са Миланом Чемерикићем покренуо је независни политички лист Глас народа (1912, 1920 — 1922). Био је уредник Привредног гласника, један од оснивача Скопског научног друштва и сарадник Гласника СНД (1925 — 1933). Сарађивао је са око четрдесет научних и стручних часописа и дневних листова. Био је редовни члан историјског института у Новом Саду (1934), дописни члан САН (1946), научни сарадник Историјског, Етнографског и Института за језик САНУ. Објавио је 147 научних и стручних радова од којих неки представљају капитална дела.
Био је свестрани истраживач. У његовом опусу заступљене су филологија, дијалектологија, туркологија, етнологија, историја уметности, исламистика, антропологија, историја и антропогеографија.
Био је члан Одбора за источњачку историјску и књижевну грађу Српске краљевске академије од оснивања ове установе 1931. године и приређивач прве књиге Зборника за историјску и књижевну грађу, објављене у две свеске 1940. и 1952. под насловом Турски споменици. У њој се налазе преводи 226 турских докумената из периода од 1348. до 1776. године. У овој књизи налази се велики број његових коментара који су толики по обиму да се могу сврстати у посебну књигу. У истој едицији изашла је његова књига Из цариградских турских архива- mühimne defteri. Ова књига изашла 1951. обележила је почетак активног интересовања српских научника за најобимнију збирку архивске грађе из времена османске владавине.
Кроз читав низ књига објавио је велики број турских докумената:
- Турски споменици у Скопљу (прва књига 1926; друга 1929; трећа 1930),
- Соколари и соколарство (1923) и
- Турско-српски споменици Дубровачког архива (1932) који представља његов најзначајнији научни рад у овој области
- Речник косовско-метохиског дијалекта (1932).

Такође је значајан његов рад на превођењу турских докумената из тзв архива Београдског пашалука које је спорадично објављивао у Београдским општинским новинама, Политици и Трговинском гласнику. Његово интересовање заокупљали су и турски наративни извори.
Захваљујући њему наша научна јавност је по први пут стекла увид у турске изворе. Објављивао је преводе одломака из Путописа Евлије Челебије. Српска историографија се захваљујући Елезовићу упознала са делом познатих турских хроничара Ашикпашомзада и Дурсун бега. Објавио је преводе из историје Мехмеда Нешрија и званичног летописца Османског царства Џевдет паше. Сем издавања историјских извора бавио се и историографским радом.
Најзначајнији његов рад из ове области је расправа некретна добра Ахмед паше Херцеговића у Дубровнику (1950).